# 片山太郎
片山 太郎（かたやま たろう、1868年5月3日（明治元年4月11日）- 1940年（昭和15年）10月17日）は、明治後期から昭和前期の農業経営者、政治家。衆議院議員、奈良県磯城郡川西村長。

## 経歴
大和国式下郡結崎村（奈良県式下郡川西村、磯城郡川西村を経て現川西町結崎）で、郡山藩大庄屋、同藩の金子御用達を務めた片山家当主・片山太平（太兵衛）の長男として生まれた。1883年（明治16年）家督を相続し農業を営む。1886年（明治19年）郡山中学校（現奈良県立郡山高等学校）を卒業した。
川西村会議員を務め、1905年（明治38年）川西村長に就任。その他、磯城郡会議員にも在任した。中山梅治郎の死去に伴い、1919年（大正8年）11月に実施された第13回衆議院議員総選挙奈良県郡部補欠選挙で当選し、衆議院議員に1期在任。立憲国民党に所属し、橿原神宮神域拡張の建議案を提出した。
農業の振興に尽力し、1911年（明治44年）から耕地整理に着手し、1919年、二百町歩の面積を完了させた。また、済生会員、日本赤十字社特別社員なども務め、公共のために多くの私財を提供した。